# Sója luštinatá
Sója luštinatá (Glycine max) je luštěnina s vysokým obsahem proteinů. Má široké použití jako potravina, krmivo pro hospodářská zvířata i jako surovina pro potravinářský a zpracovatelský průmysl. Její název pochází z japonského „šóju“ (sójová omáčka).
Sója je mimořádná plodina a významný zdroj rostlinných bílkovin. Bílkovin sója obsahuje až 35 %. Mezi výrobky ze sóji patří např. tofu, tempeh, sójové omáčky, miso, natto, různé sójové nápoje, jogurty, pomazánky, uzeniny a mnoho dalších. 

## Biologie
Kulturní sója je diploidizovaný tetraploid (2n=40). Sója může za vhodných podmínek dorůst až 1,5 m, běžné porosty dorůstají do výšky cca 1 m. Sója má jednoduché primární listy, sekundární listy jsou většinou trojčetné. Hlíznatý kořenový systém sestává z hlavního kořenu, z kterého vycházejí postranní kořeny. Většina kultivarů je pokryta jemnými trichomy (je ochmýřená). Lusky jsou rovné nebo lehce zakřivené a dosahují délky od 2 do 7 cm. Semena jsou většinou oválná, ale existují kultivary s plochými či protáhlými semeny.
Sója je dvouděložná samosprašná rostlina pěstovaná komerčně ze semene. Jednotlivé kultivary lze v umělých podmínkách křížit pro šlechtitelské účely. Blizna je citlivá k opylení zhruba 24 hodin před vykvetením a dalších 48 hodin po vykvetení. Díky tomu dochází většinou k opylení ještě před otevřením květu.
Sója je považována za jednu z nejstarších kulturních plodin. Pochází ze severní a střední Číny. První zmínky o sóji nacházíme v knihách známých jako „Pen-Cao-Kong-Mu“ datovaných př. 2838 lety. Do Spojených států byla sója dovezena v roce 1765. Sója (G. max) spolu s G. soja a G. gracilis  patří do podrodu Glycine subgen. Soja (Moench)  F.J. Herm. Divoký příbuzný sóji G. soja se často vyskytuje na mezích, podél cest a vodotečí v některých asijských zemích. V Americe, Evropě či Africe se divoké odrůdy sóji nevyskytují.
Sója se může křížit pouze s uvedenými dvěma zástupci podrodu Soja. Potenciál pro křížení je tak omezen jednak samosprášením, jednak geograficky, protože tito příbuzní se vyskytují pouze v Číně, Koreji, Japonsku, případně v sousedních zemích.

## Nomenklatura
Glycine max (L.) Merr.,  1917
| Basionym:                 | Phaseolus max L., 1753 |
| Nomenklatorická synonyma: | ≡Soja max (L.) Piper, 1915 |
| Taxonomická synonyma:     | =Soja hispida Moench 1794 =Glycine hispida (Moench) Maxim. 1873 =Glycine javanica Thunb., 1794 =Soja japonica Savi 1824 =Soja viridis Savi, 1832 =Soja angustifolia Miq., 1857 |

## Původní druhy

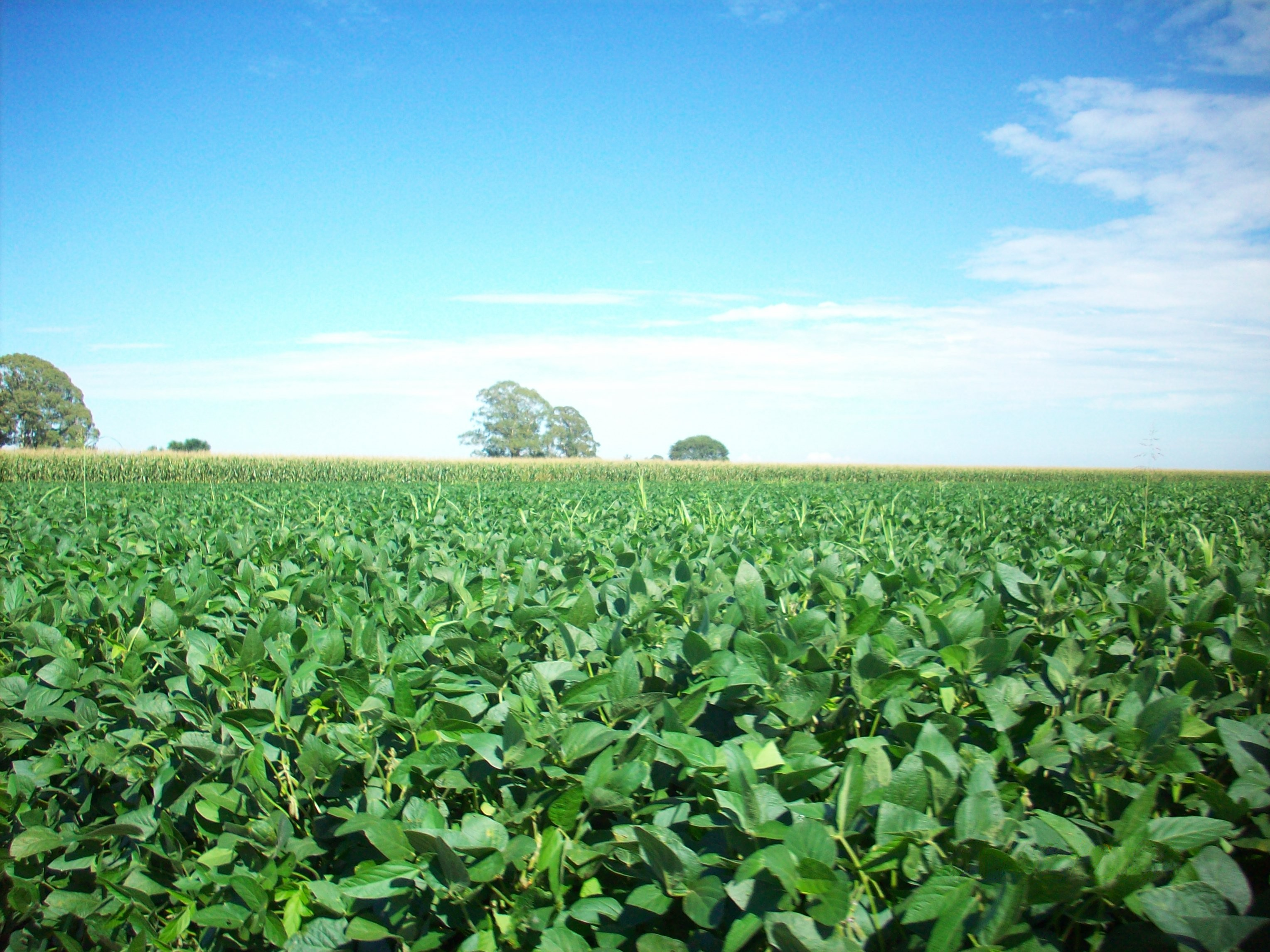
Sójová plantáž v Argentině

### Nomenklatura druhuG. soja
Glycine soja Siebold & Zucc.  1843
| Nomenklatorická synonyma: | ≡Dolichos soja L., 1753 (nom. inval.?) ≡Glycine max (L.) Merr. subsp. soja (Siebold & Zucc.) H. Ohashi 1982                                       |
| Taxonomická synonyma:     | =Glycine ussuriensis Regel & Maack 1861 =Glycine formosana Hosok. 1932 =Glycine max (L.) Merr. subsp. formosana (Hosok.) Tateishi & H.Ohashi 1992 |

### Nomenklatura druhuG. gracilis
Glycine gracilis Skvortzov,  1927
| Nomenklatorická synonyma: | ≡Glycine soja Siebold & Zucc. var. gracilis (Skvortzov) L.Z.Wang 1983 |

## Produkce
| Produkce sojových bobů – 2017 | Produkce sojových bobů – 2017 |
| Stát                          | Produkce (v milionech tun)    |
| ----------------------------- | ----------------------------- |
| USA                           | 119,5                         |
| Brazílie                      | 114,5                         |
| Argentina                     | 54,9                          |
| Čína                          | 13,1                          |
| Indie                         | 10,9                          |
| Paraguay                      | 10,4                          |
| Kanada                        | 7,7                           |
| svět                          | 352,6                         |
| zdroj: FAOSTAT                |                               |

Sója se pěstuje v tropických, subtropických podmínkách a v teplých oblastech mírného pásu. Většinou je zavlažována pouze dešťovými srážkami, začíná se však rovněž používat umělé zavlažování. Sója je sice poměrně rezistentní k teplotním extrémům, ale její růst může být výrazně zpomalen při teplotách pod 18 °C a nad 35 °C. Některé kultivary nekvetou při teplotách pod 24 °C. Pouze asi z 25 až 30 % květů vznikají lusky; pokud je rostlina stresována v době kvetení, počet lusků prudce klesá. Za vhodných podmínek může sója vytvořit až 400 lusků obsahujících jedno až pět semen.
Sója je krátkodenní rostlina, ale existují i kultivary adaptované na jinou délku dne. Většina moderních odrůd dává dobrý výnos pouze ve velmi úzkém klimatickém pásu. Růst se většinou zastavuje po 100 až 130 dnech od vzejití, a to v době kvetení. Sója stejně jako jiné luštěniny dokáže za pomoci symbiotických bakterií fixovat vzdušný dusík, proto se používá rovněž jako rotační plodina po kukuřici, bavlně či čiroku. Není příliš náročná na půdu s výjimkou písčitých půd, které jí nevyhovují. Optimální pH půdy je 6 až 6,5.
Výnosy jsou závislé zejména na dostatku vody, poté na hnojení a řádkování. S umělým zavlažováním dosahují moderní kultivary sóji výnosů 2,5 až 3,5 t/ha, výnosy bez zavlažování se pohybují mezi 1,5 až 2,5 t/ha. Při zavlažování má sója tendenci zvyšovat obsah proteinu na úkor oleje.

### Dopady na životní prostředí
Kvůli rozšiřování osevních ploch sóji dochází v Jižní Americe ke kácení tropických deštných pralesů. Podle odhadů Světového fondu na ochranu přírody (WWF) padne za oběť jejímu pěstování do roku 2020 okolo 22 milionů hektarů pralesů a savan. Proto od roku 2004 WWF podporuje její ekologicky a sociálně ohleduplné pěstování, mj. také bez otrocké a dětské práce. Ovšem i Cerrado je ohrožené.

### Geneticky modifikovaná sója

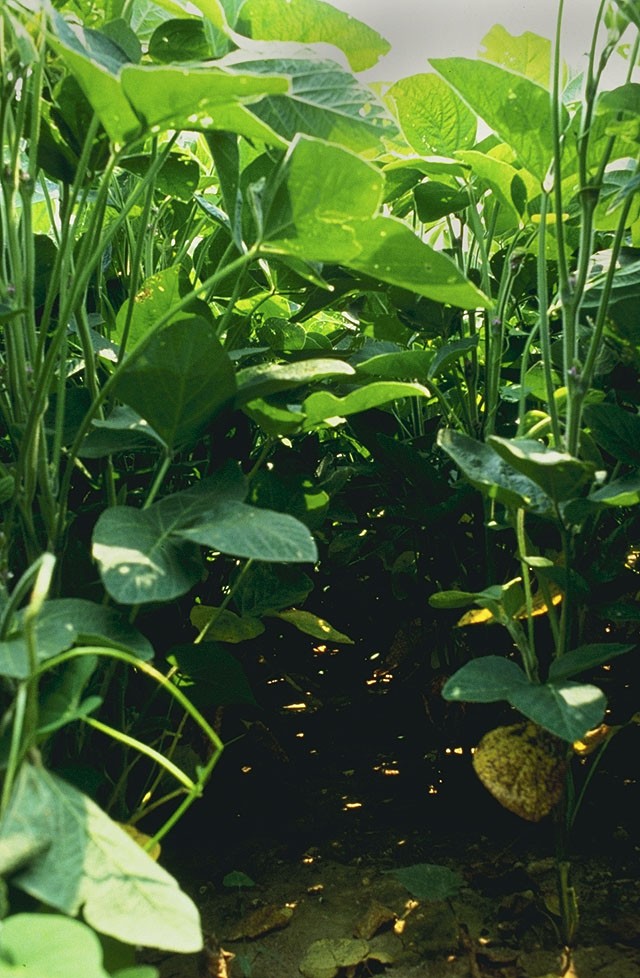
Celá rostlina

Tzv. geneticky modifikovaná neboli transgenní sója se podle odhadů podílí na světové produkci asi 65 procenty. Je však obtížné stanovit přesný podíl, protože v některých zemích je nebo byla geneticky modifikovaná sója pěstována neoficiálně (Argentina) nebo přímo ilegálně (Brazílie a Rumunsko).
Nejběžnější GM odrůdou je sója formy Monsanto s odolností proti totálnímu herbicidu stejné firmy – Roundup. Účinná látka Roundupu glyfosát je specifickým inhibitorem (blokátorem) enzymu EPSP syntázy, která je důležitým článkem syntézy aromatických aminokyselin. Po aplikaci glyfosátu tak rostlina umírá na nedostatek těchto aminokyselin. Zvířata tento enzym nemají, glyfosát pro ně tudíž není toxický. Do GM sóji byla vložena jiná varianta genu pro EPSP syntázu pocházející z půdní bakterie Agrobacterium tumefaciens. Tento enzym není glyfosátem blokován, rostlina tak k němu získá rezistenci. Pro selekci této odrůdy sóji byl použit přímo glyfosát, v GM sóji tak není žádný další markerový gen pro odolnost vůči antibiotikům.
GM sója má i nezamýšlené efekty. Při klasickém pěstovaní se ke kontrole plevelů používá kombinace orby a aplikace herbicidů v době před vzejitím vlastní sóji. GM sója vystačí pouze s aplikací Roundupu, orba tedy není nutná. GM sója tak usnadňuje bezorebný pěstitelský cyklus a snižuje erozi půdy, ale vede ke zvýšené spotřebě pesticidů.
Rovněž zvýšené používání jediného druhu herbicidu zvyšuje riziko rozšíření odolných plevelů.
V EU platí povinnost označovat výrobky, k jejichž výrobě byla použita sója s větším než 0,9% podílem GM odrůdy. Povinnost platí i tehdy, jestliže finální výrobek GM složku neobsahuje, jako např. sojový olej či sojový lecitin v čokoládě.

## Zpracování

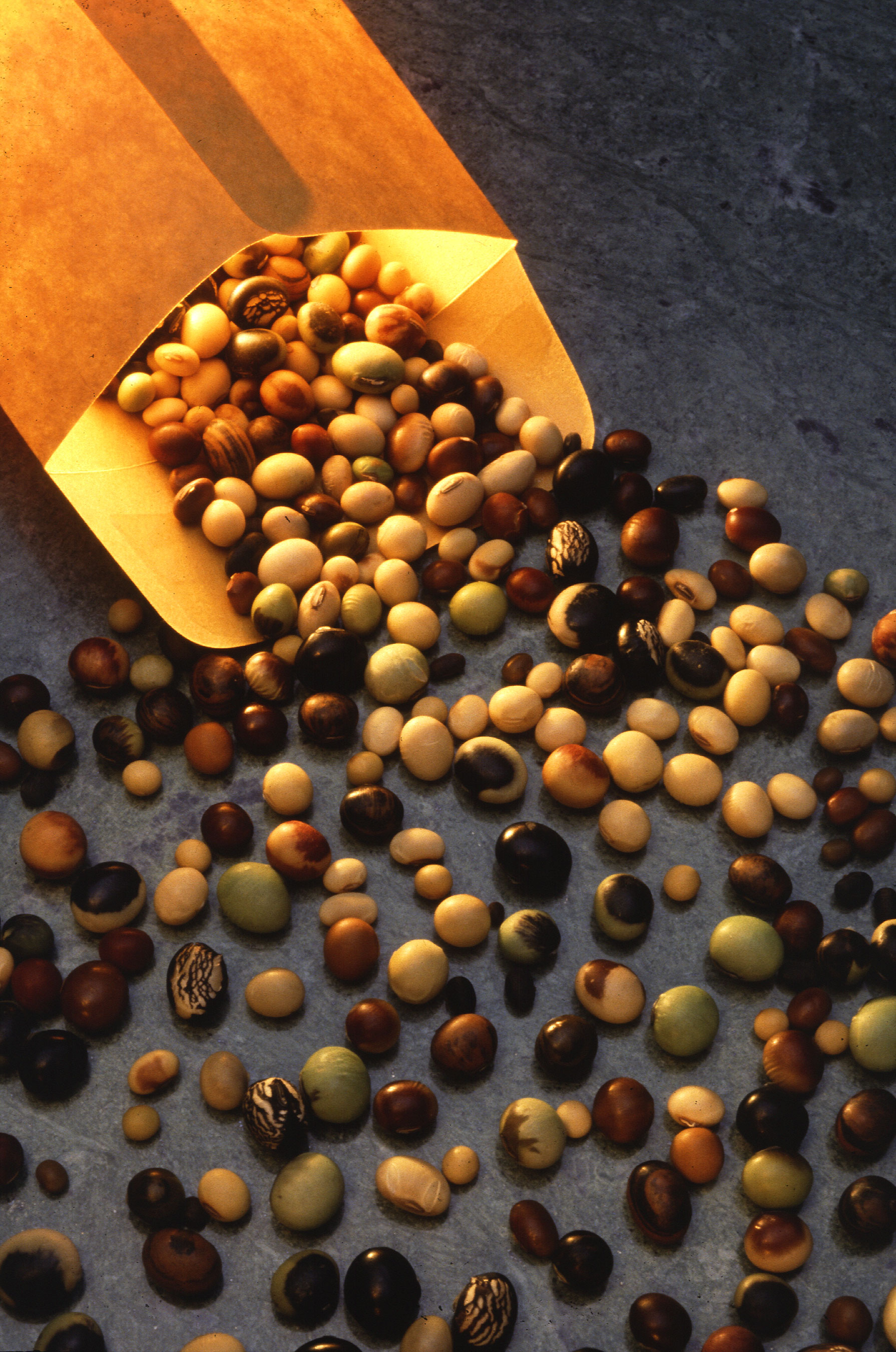
Různé tvary semen – sojových bobů

Ve vyspělých zemích je většina sóji použita jako krmivo pro dobytek nebo je zpracována na olej a sójový protein, který se používá jako aditivum v mnoha potravinářských výrobcích. Sója je bohatá na proteiny, navíc mají tyto proteiny vhodné aminokyselinové složení s vysokým podílem esenciálních aminokyselin; je chudá pouze na sirné aminokyseliny. Proto jsou sójové výrobky oblíbenou složkou vegetariánské stravy. Sója rovněž obsahuje některé anti-nutrienty, alergeny a vysokou hladinu fytoestrogenů, které mohou být nevhodné zejména pro děti. Zdravý vývoj dítěte může rovněž ovlivnit vysoká hladina fytátů, které vážou vápník a další stopové živiny a zabraňují tak jejich příjmu z potravy. Z těchto důvodů nejsou běžné sójové výrobky vhodné pro děti, vyrábějí se však speciálně formulované výrobky s přídavkem vápníku a vitamínů, které je možné dětem podávat. Alergie na sójové proteiny je v Evropě a severní Americe poměrně častá. Tradiční asijská kuchyně využívá především fermentovaný sójový protein (sójová omáčka atp.), ve kterém je hladina alergenů a antinutričních látek výrazně snížena.
Kromě potravinářství se sója používá v průmyslu k výrobě bionafty, kosmetických přípravků, olejů, mýdel, plastů a podobně.

### Potraviny vyráběné ze sóji
- Tofu
- Sojové mléko
- Sojová mouka
- Sojový olej
- Texturované sójové bílkoviny
- Sojová omáčka
- Tempeh
- Natto
- Miso

### Další výrobky

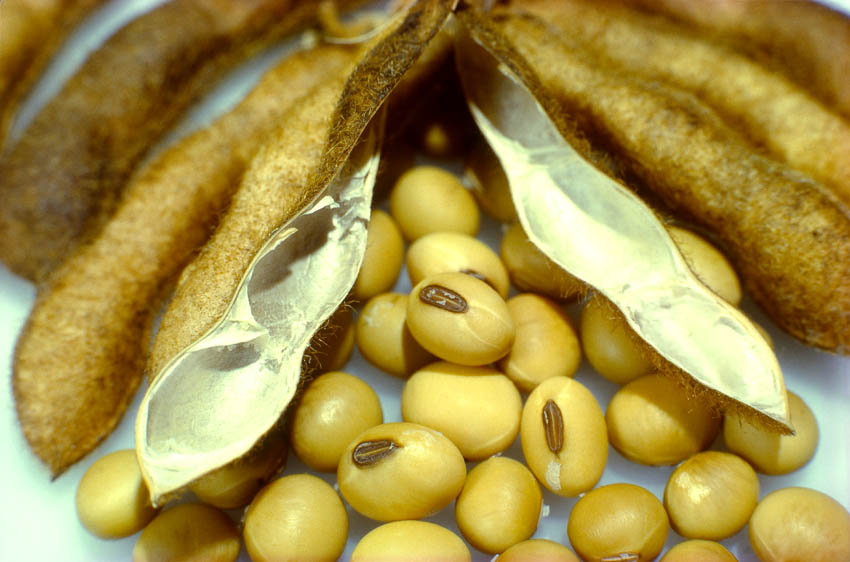
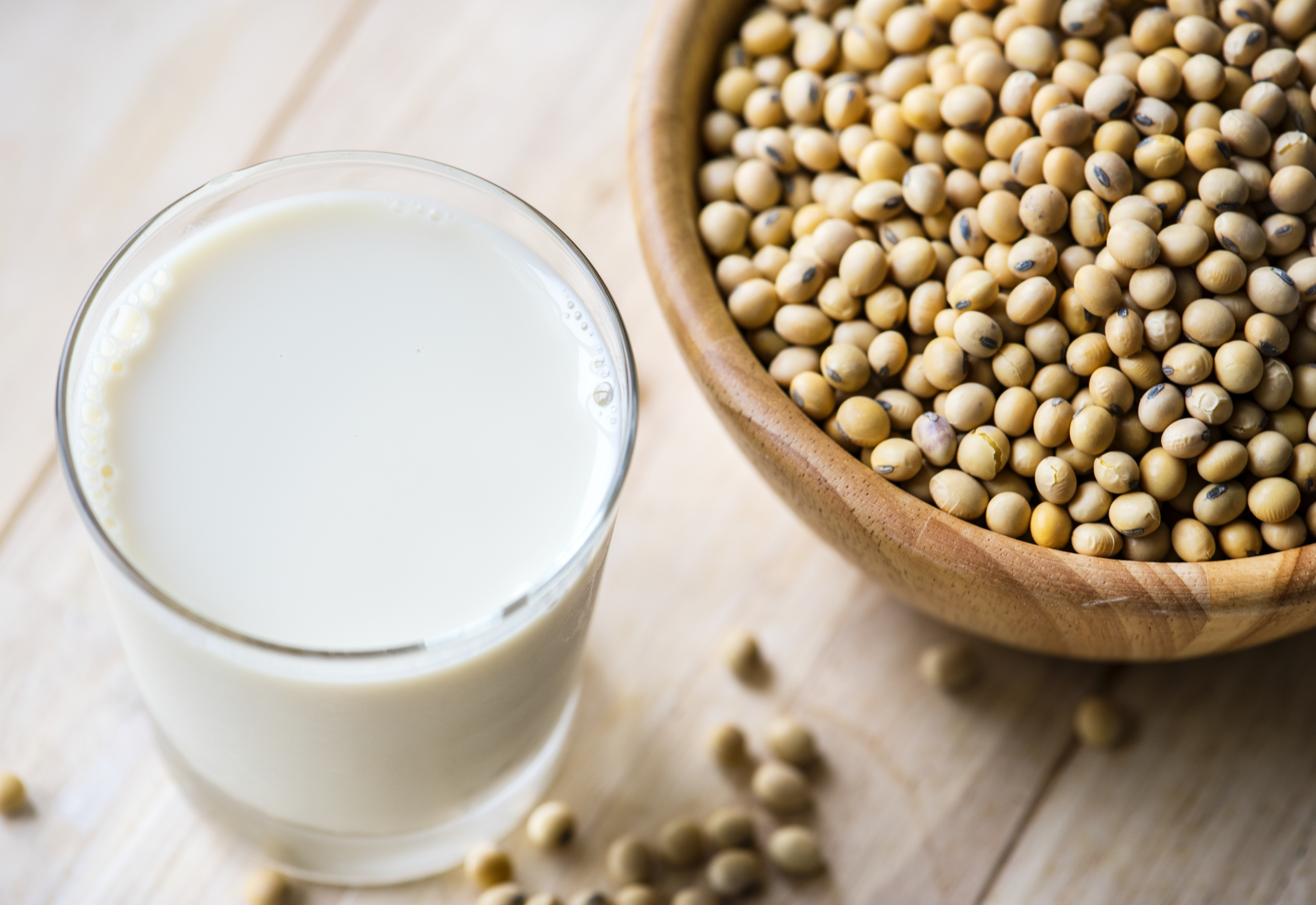
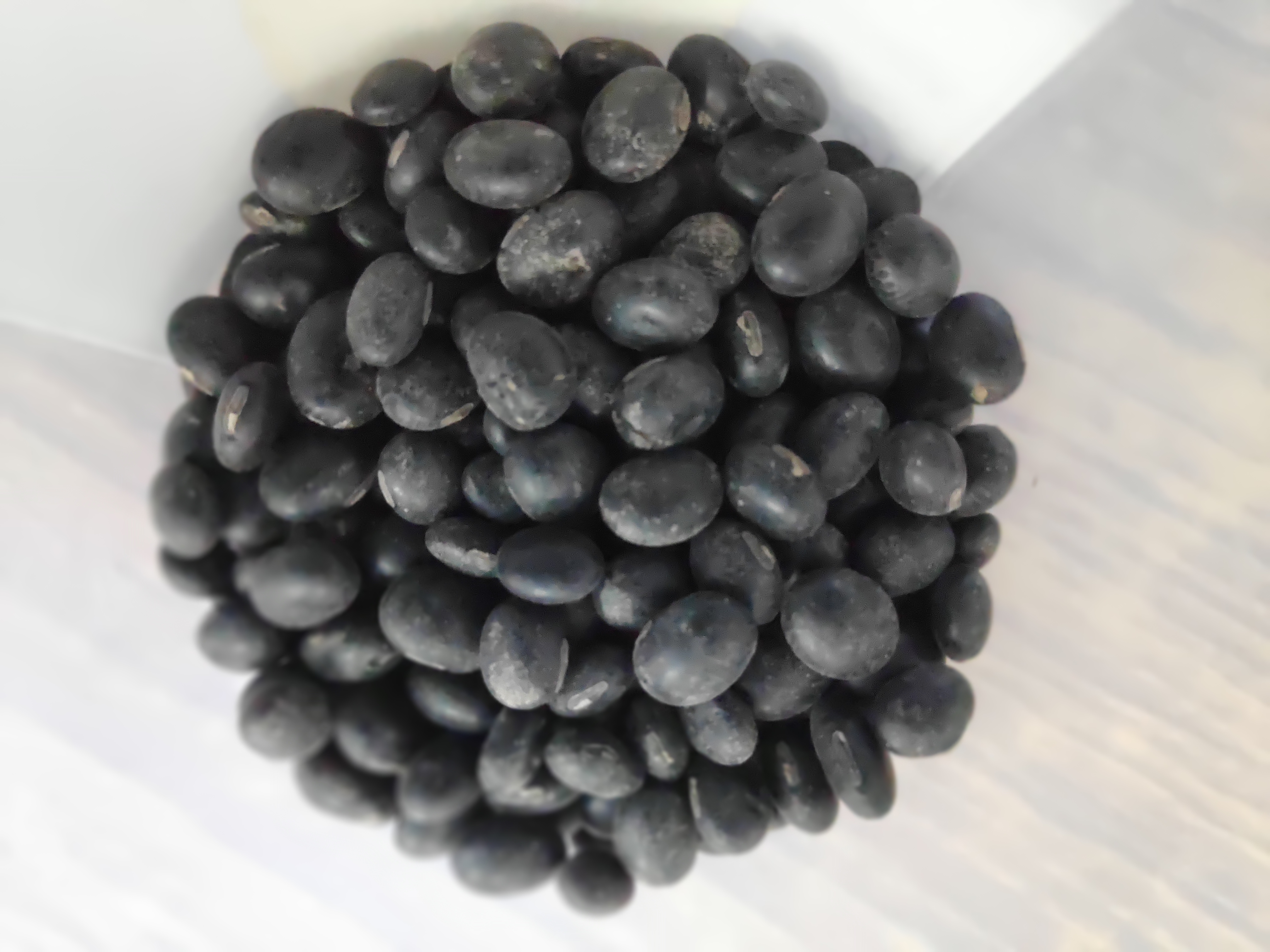
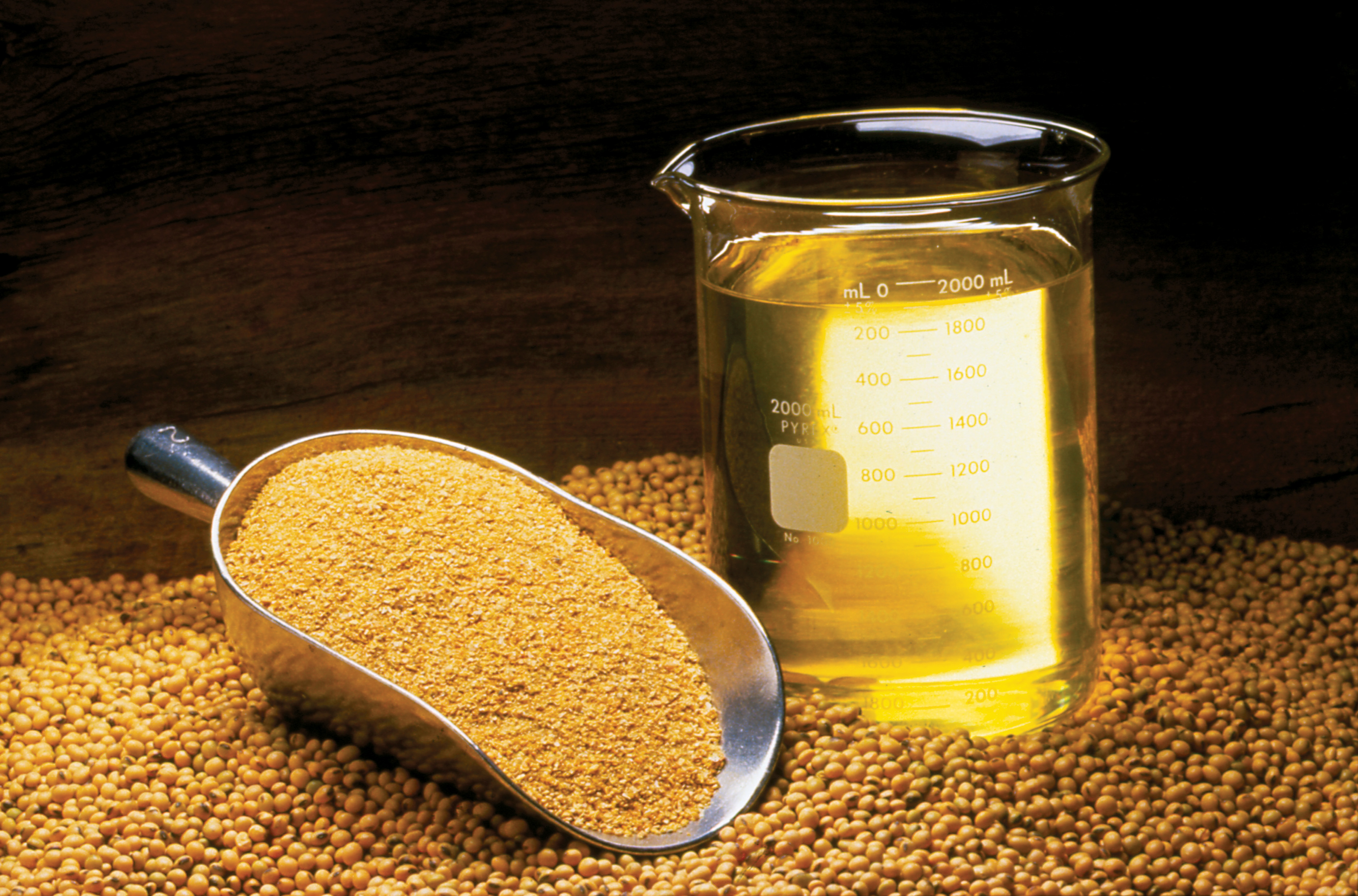
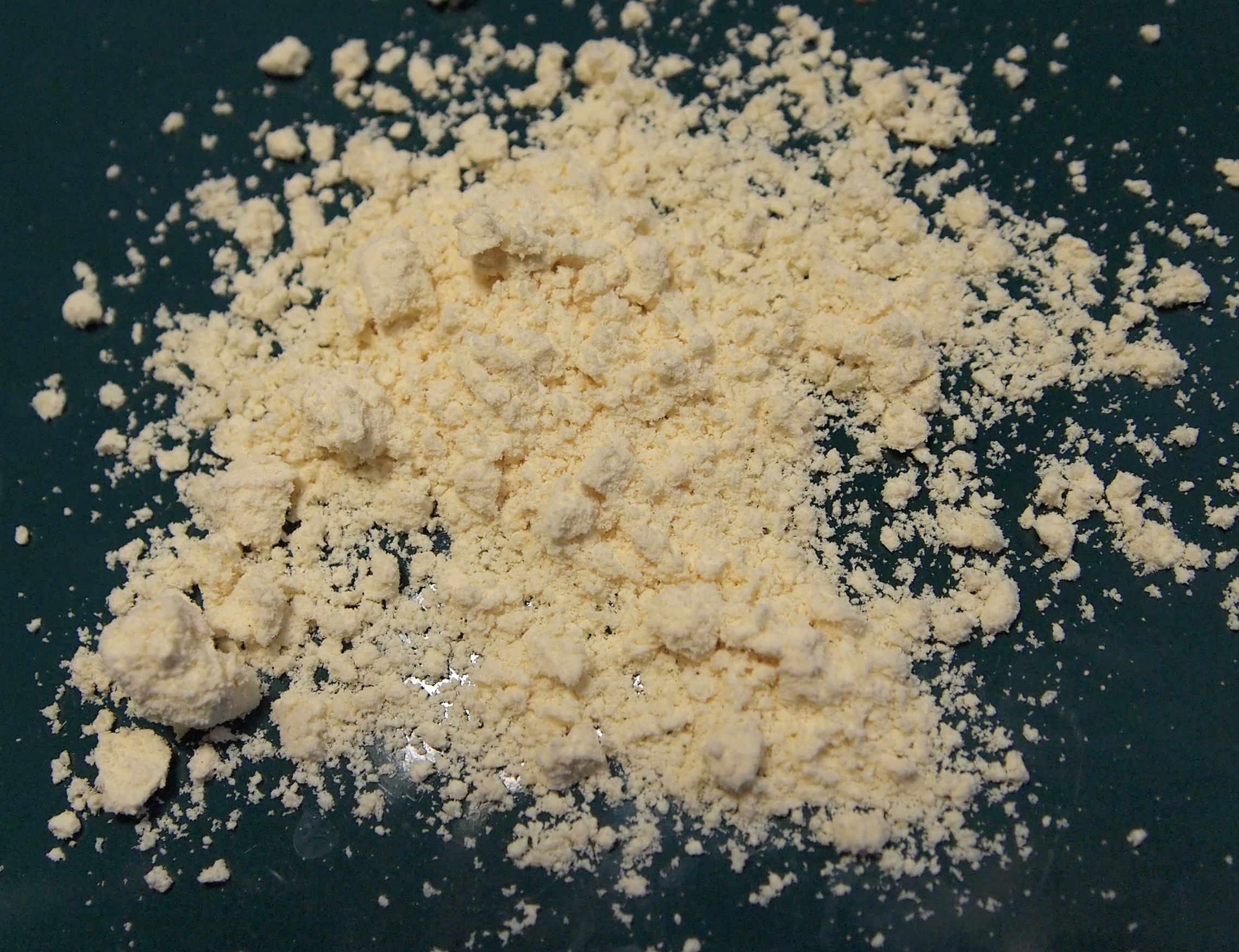

- Sójový inkoust